# Wehrkreis IV

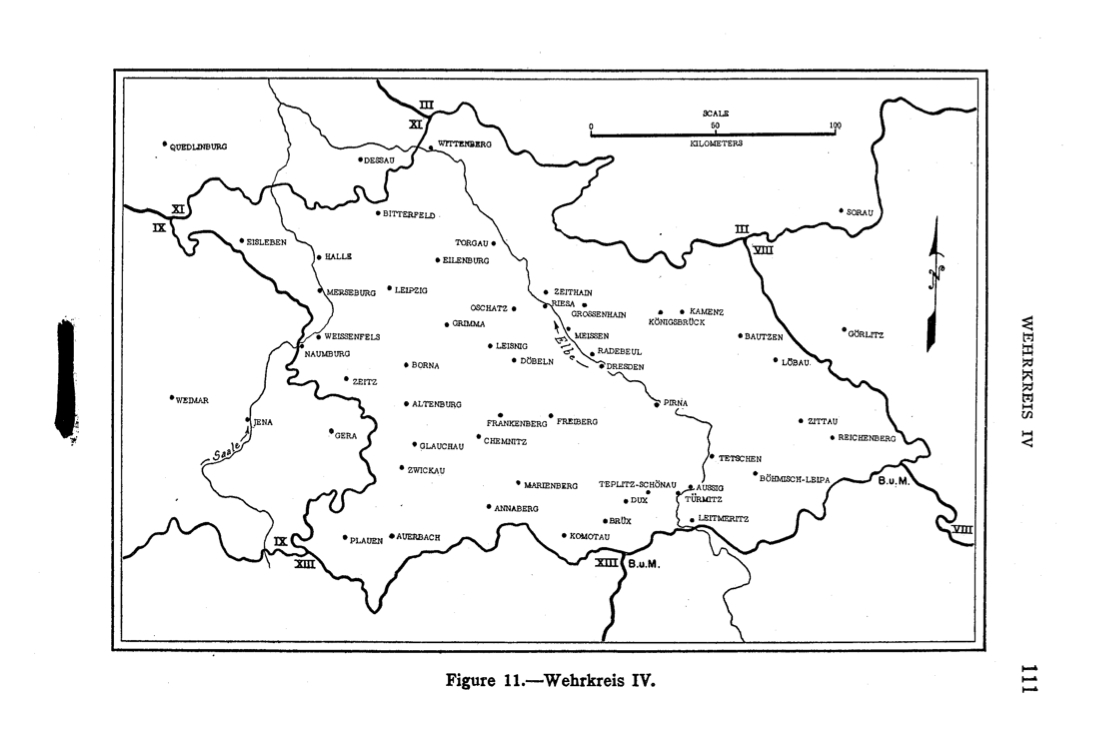
Carte de la 4e région militaire en 1944.

Le Wehrkreis IV (WK IV) était la 4e région militaire allemande qui contrôlait la Saxe, la Thuringe orientale et le nord de la Bohême durant la période de la Reichswehr, puis de la Wehrmacht. 

## Divisions administratives
Le siège de la 4e région militaire était à Dresde.

## Gouverneurs (Befehlshaber)
Les gouverneurs de la 4e région militaire.
1. General der Infanterie Alexander Freiherr von Falkenhausen (1 Sep 1939 - 20 May 1940)
2. General der Infanterie Erich Wöllwarth (de) (20 May 1940 - 30 Apr 1942)
3. General der Infanterie Walter Schroth (30 Apr 1942 - 1 Mar 1943)
4. General der Infanterie Viktor von Schwedler (1 Mar 1943 - 31 Jan 1945)
5. General der Infanterie Hans Wolfgang Reinhard (31 Jan 1945 - 10 Apr 1945)
6. General der Panzertruppen Eugen Walther Krüger (10 Apr 1945 - 8 May 1945 )